# Pfarrhaus (Schongau)

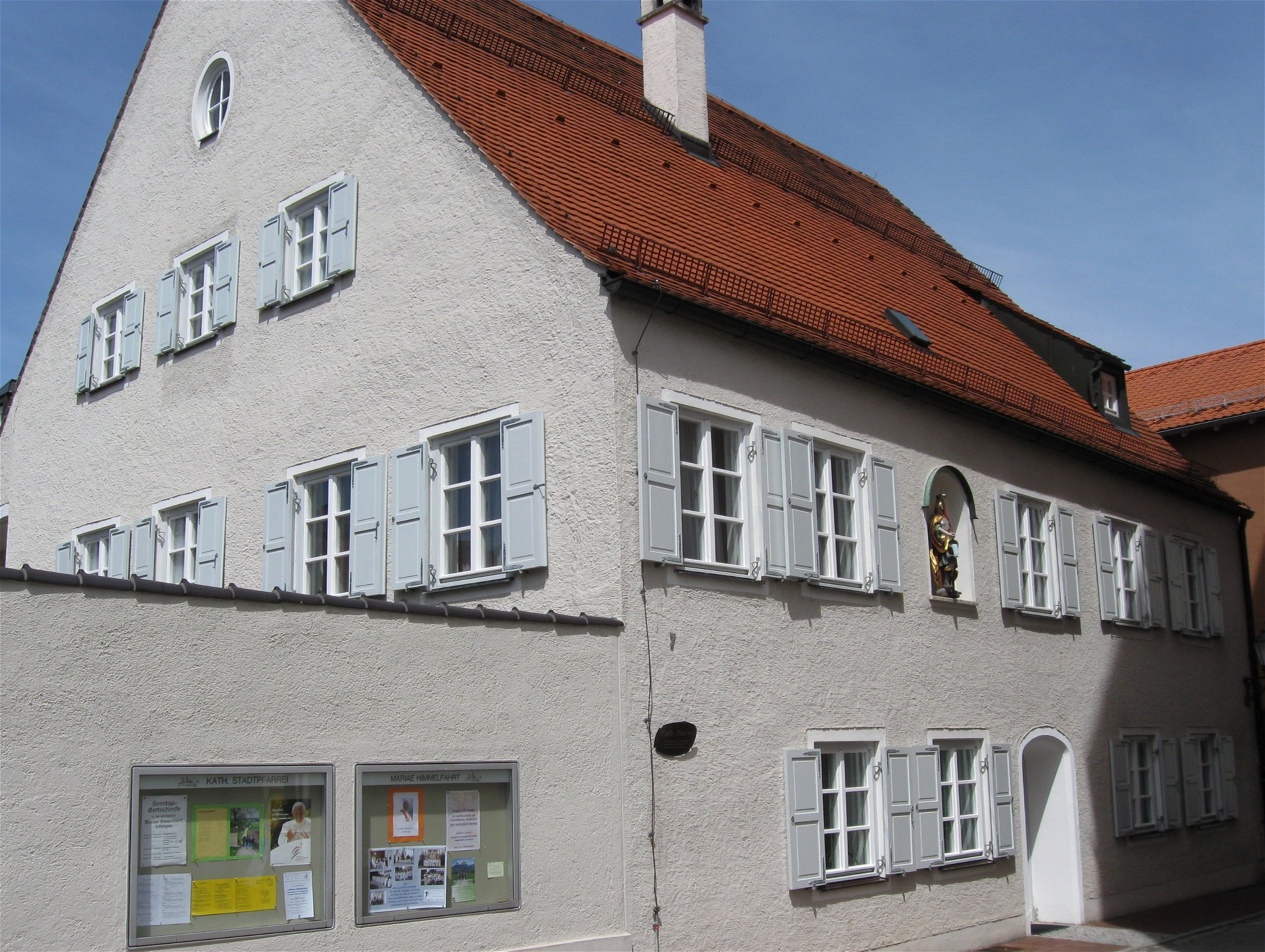
Pfarrhaus in Schongau

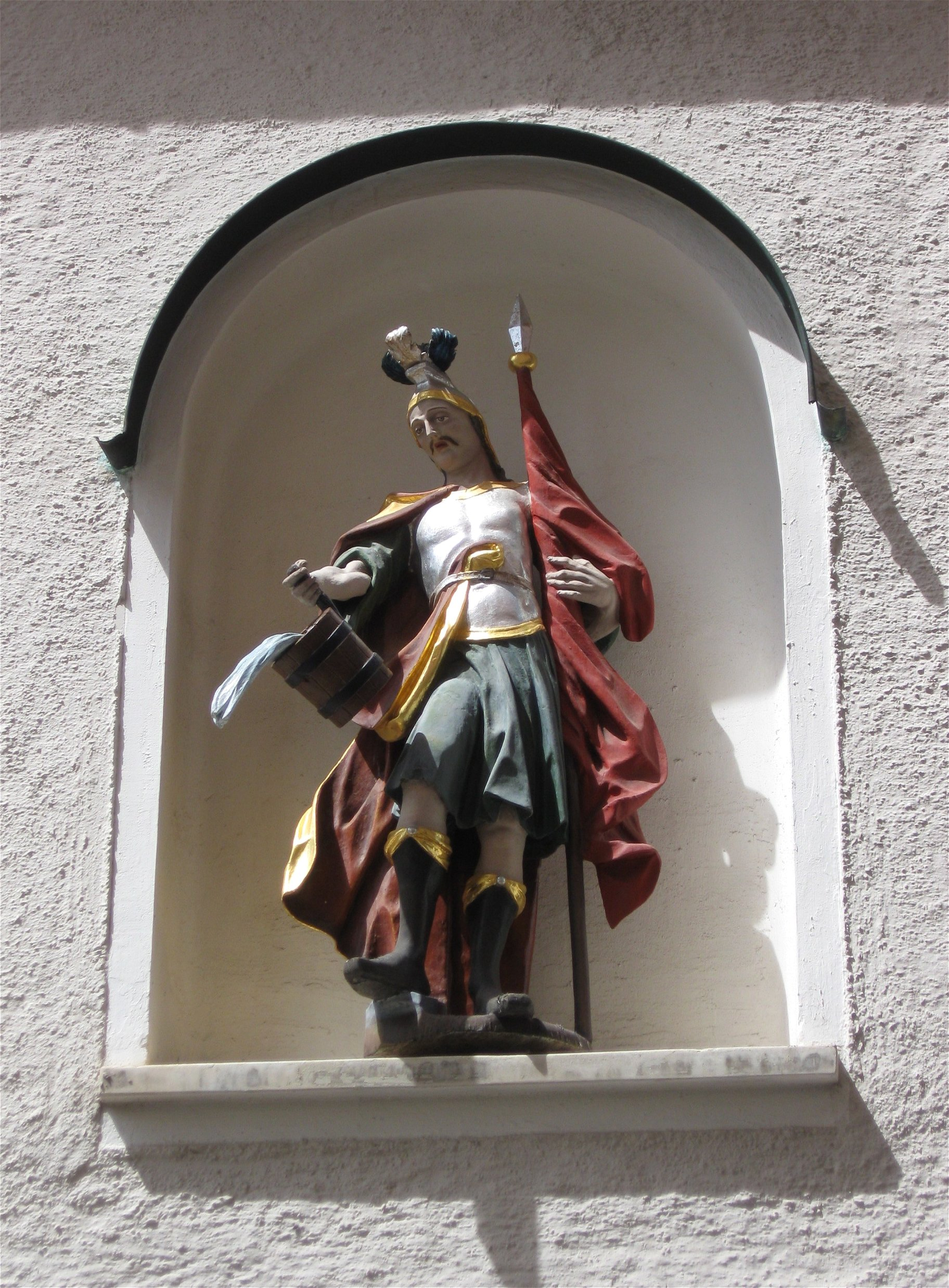
Skulptur des heiligen Florian in einer Fassadennische

Das katholische Pfarrhaus in Schongau, einer Stadt im oberbayerischen Landkreis Weilheim-Schongau, wurde im Kern im 18. Jahrhundert errichtet. Das Pfarrhaus an der Kirchenstraße 7, gegenüber der Stadtpfarrkirche Mariä Himmelfahrt, ist ein geschütztes Baudenkmal. 
Der zweigeschossige Satteldachbau besitzt fünf zu vier Fensterachsen. In beiden Geschossen sind noch originale Türgerüste mit aufwändig gestalteten Türblättern aus der Zeit um 1720/30 erhalten. Aus der gleichen Zeit stammen die Bandelwerkstukkaturen in einem großen Obergeschosszimmer.